# الكسندر شميد
الكسندر شميد (بالألمانية: Alexander Schmid)‏ هو متزحلق جبال الألب ألماني، ولد في 9 يونيو 1994 في أوبرستدورف في ألمانيا.

## وصلات خارجية
- الكسندر شميد على موقع الاتحاد الدولي للتزلج (التزلج على المنحدرات الثلجية) (الإنجليزية)
- الكسندر شميد على موقع اللجنة الأولمبية الدولية (الإنجليزية)
- الكسندر شميد على موقع أوليمبيديا (الإنجليزية)